# Муниципалитеты в Азербайджане
Муниципалитеты в Азербайджане — органы, осуществляющие местное самоуправление. В Азербайджане муниципалитеты независимы при осуществлении своих полномочий, но государство осуществляет контроль за их деятельностью.

## Структура
В Азербайджане муниципалитеты формируются на основе выборов. Основы статуса муниципалитетов устанавливаются Конституцией Азербайджанской Республики, а правила выборов в муниципалитеты - Избирательным кодексом.
Статус муниципалитетов устанавливается законом "О статусе муниципалитетов"

### Деятельность
Муниципалитеты осуществляют свою деятельность посредством общих собраний муниципалитета, которые созываются председателем муниципалитета и постоянными или иными комиссиями.
На собраниях муниципалитетов решаются такие вопросы, как управление полномочиями членов муниципалитета, утверждение регламента, избрание руководителей муниципалитета, установление коэффициентов местных налогов и сборов, утверждение местного бюджета, принятие и исполнение различных местных программ, утверждение расходов, назначение высших должностных лиц аппарата муниципалитета, а также налоговых инспекторов.

## Муниципальные выборы
Члены местного самоуправления избираются на основе системы относительного большинства по избирательным округам, которые являются многомандатными. Выборы в муниципалитеты назначаются Центральной избирательной комиссией. Срок полномочий органов местного самоуправления — 5 лет.
Члены органа местного самоуправления избираются в определённом количестве, что соответствует количеству населения.
Любой гражданин Азербайджанской Республики, достигший 21 года и имеющий постоянное проживание на территории соответствующего избирательного округа может стать кандидатом в члены в муниципалитеты. Кандидат в члены органа местного самоуправления может выдвинуть и зарегистрировать свою кандидатуру только лишь в один единственный муниципалитет. Чтобы зарегистрировать свою кандидатуру в члены органа местного самоуправления каждому гражданину-кандидату необходимо определённой количество подписей избирателей. В течение 25 дней со дня проведения голосования Центральная избирательная комиссия объявляет официальные результаты выборов.
В случае не избрания членов органов местного самоуправления в полном составе, то проводятся дополнительные выборы, которые также проводятся в случае преждевременного прекращения срока полномочия членов муниципалитета.
В Азербайджане первые муниципальные выборы были проведены в 1999 году, последующие в 2009, 2014, 2019, январь 2025 (с опозданием в несколько месяцев из-за Парламентских выборов в 2024).

## См.также
- Административно-территориальное деление Азербайджана
- Выборы и референдумы в Азербайджане#Муниципальные выборы